# Maaseik (járás)
Maaseik járás egyike a belgiumi Limburg tartományban található három járásnak. A járás területe 884,43 km², lakossága 229 441 fő (2008. január 1-i adat).
A járás csak közigazgatási egység, ezért a tongereni járási bíróság fennhatósága alá tartoznak Bocholt, Bree, Kinrooi, Meeuwen-Gruitrode, Dilsen-Stokkem és Maaseik települések, míg a többi település a Hasselt járáshoz tartozik az igazságszolgáltatás szempontjából.

## Története
A Maaseik járást 1839-ben hozták létre, amikor Belgium, függetlenségének elismerése után, kénytelen volt Hollandiával osztozni Limburg tartományon. A járást a korábbi Roermond járás belga részre eső településeiből hozták létre.
1843-ban a belga-holland határ végleges kijelölésekor két további település, Kessenich és Lommel került a járáshoz.
1971-ben Neerglabbeek települést a szomszédos Haaselt járáshoz csatolták, ahol Gruitrode településsel egyesült. Ugyanekkor Tongeren járástól Lanklaar és Stokkem települések kerültek ide, amelyek Dilsen néven egyesültek.

## A járás települései
Önálló települések:
| - Bocholt - Bree - Dilsen-Stokkem - Hamont-Achel - Hechtel-Eksel - Houthalen-Helchteren - Kinrooi |

| - Lommel - Maaseik - Meeuwen-Gruitrode - Neerpelt - Overpelt - Peer |

Résztelepülések:
| - Achel - Beek - Dilsen - Eksel - Elen - Ellikom - Gerdingen - Grote-Brogel - Gruitrode - Hamont - Hechtel |

| - Helchteren - Houthalen - Kaulille - Kessenich - Kinrooi - Kleine-Brogel - Lanklaar - Meeuwen - Molenbeersel - Neerglabbeek - Neeroeteren |

| - Opoeteren - Ophoven - Opitter - Overpelt - Reppel - Rotem - Sint-Huibrechts-Lille - Stokkem - Tongerlo - Wijchmaal - Wijshagen |

## A népesség alakulása
- Forrás:1806 és 1970 között=népszámlálások; 1980 után= lakosok száma január 1-jén a népességnyilvántartóban

## Lásd még
- Tongeren (járás)
- Hasselt (járás)

## Fordítás
- Ez a szócikk részben vagy egészben  az   Arrondissement Maaseik című holland Wikipédia-szócikk fordításán alapul.  Az eredeti cikk szerkesztőit annak laptörténete sorolja fel. Ez a jelzés csupán a megfogalmazás eredetét és a szerzői jogokat jelzi, nem szolgál a cikkben szereplő információk forrásmegjelöléseként.